# Cod ATC D11
Cod ATC D11 este o parte a Sistemului de clasificare Anatomo Terapeutico Chimică.
D Preparate dermatologice
D 11 Alte preparate de uz dermatologic